# Resolutie 2380 Veiligheidsraad Verenigde Naties
Resolutie 2380 van de Veiligheidsraad van de Verenigde Naties werd op 5 oktober 2017 unaniem aangenomen door de VN-Veiligheidsraad. De resolutie verlengde opnieuw de toestemming aan landen om vaartuigen die verdacht werden van mensensmokkel vanuit Libië te inspecteren.

## Achtergrond
Volgend op de Eerste Libische Burgeroorlog in 2011 verzeilde Libië in chaos. Mensensmokkelaars profiteerden hiervan om migranten uit de sub-Sahara door Libië te smokkelen en op bootjes richting Europa te zetten. Het land werd een van de voornaamste doorgangen naar Europa.
In 2016 bereikten meer dan 360.000 migranten via de Middellandse Zee vooral Italië en Griekenland. 5079 anderen kwamen daarbij om of raakten vermist. Op 4 oktober 2017 waren dat jaar al bijna 140.000 migranten aangekomen, en ruim 2700 omgekomen. Meer dan drie kwart kwam aan in Italië.

## Inhoud
Landen moesten erkennen dat migrantensmokkel en mensenhandel ondanks bepaalde overeenkomsten twee verschillende misdaden zijn. Op de Middellandse Zee bleef de smokkel van Afrikaanse migranten vanuit Libië naar Europa vele slachtoffers eisen. Misdaadorganisaties hanteerden uit geldgewin gevaarlijke methodes zonder acht voor de levens van de migranten.
Landen moesten het internationaal humanitair recht naleven, en migranten menselijk en met waardigheid behandelen. Europa hielp Libië al via Frontex en de marineoperatie Sophia om zijn grenzen beter te bewaken. Het was echter nodig om ook de onderliggende oorzaken van de migratie richting Europa aan te pakken.
Landen die betrokken waren bij de strijd tegen illegale migratie kregen opnieuw gedurende twaalf maanden toestemming om vaartuigen voor de Libische kust te inspecteren als er gegronde vermoedens waren dat ze gebruikt werden door misdaadorganisaties voor migrantensmokkel en mensenhandel. Het was daarbij de bedoeling de smokkelaars te schaden en slachtoffers te voorkomen, en niet om migranten te verhinderen bescherming als vluchteling te vragen.
Lijst ·  2337 ·  2338 ·  2339 ·  2340 ·  2341 ·  2342 ·  2343 ·  2344 ·  2345 ·  2346 ·  2347 ·  2348 ·  2349 ·  2350 ·  2351 ·  2352 ·  2353 ·  2354 ·  2355 ·  2356 ·  2357 ·  2358 ·  2359 ·  2360 ·  2361 ·  2362 ·  2363 ·  2364 ·  2365 ·  2366 ·  2367 ·  2368 ·  2369 ·  2370 ·  2371 ·  2372 ·  2373 ·  2374 ·  2375 ·  2376 ·  2377 ·  2378 ·  2379 ·  2380 ·  2381 ·  2382 ·  2383 ·  2384 ·  2385 ·  2386 ·  2387 ·  2388 ·  2389 ·  2390 ·  2391 ·  2392 ·  2393 ·  2394 ·  2395 ·  2396 ·  2397